# (33504) Rebrouwer
(33504) Rebrouwer est un astéroïde de la ceinture principale.

## Description
(33504) Rebrouwer est un astéroïde de la ceinture principale. Il fut découvert le 15 avril 1999 à Socorro (Nouveau-Mexique) par le projet LINEAR. Il présente une orbite caractérisée par un demi-grand axe de 2,37 UA, une excentricité de 0,17 et une inclinaison de 3,0° par rapport à l'écliptique.